# Territorio Confederato dell'Arizona
Il Territorio Confederato dell'Arizona fu un territorio - composto dalla porzione del Territorio del Nuovo Messico a sud del 34º parallelo nord (ovvero gli attuali Stati federati del Nuovo Messico e dell'Arizona) - reclamato dagli Stati Confederati d'America durante la guerra di secessione americana del 1861-1865.
La creazione del territorio (la cui capitale era Mesilla) venne dichiarata ufficialmente il 1º agosto 1861 a seguito della vittoria dell'esercito confederato nella prima battaglia di Mesilla. Il controllo dei sudisti sull'area terminò però a seguito della battaglia di Glorieta Pass (lo scontro decisivo nella campagna del Nuovo Messico) e nel luglio 1862 la capitale del Territorio Confederato dell'Arizona venne trasferita a El Paso (in Texas). Ciò nonostante il territorio continuò ad essere rappresentato nel Congresso confederato e, fino alla fine della guerra, soldati confederati combatterono sotto la bandiera dell'Arizona.

## Storia
A seguito del cosiddetto Acquisto Gadsden del 1853 il Territorio del Nuovo Messico comprendeva il territorio degli attuali stati del Nuovo Messico dell'Arizona. Nel febbraio 1858 il consiglio legislativo del Territorio del Nuovo Messico, preoccupato per le difficoltà che incontrava a controllare efficacemente la parte sud del territorio (diviso in due dal deserto Jornada del Muerto), decise di creare il Territorio dell'Arizona il cui confine nord-sud correva lungo il 32º meridiano ad ovest di Washington.
Nell'aprile 1860 31 delegati dell'Arizona si riunirono a Tucson e nel luglio successivo redassero una costituzione eleggendo governatore Lewis Owings ed eleggendo un delegato al Congresso. L'iniziativa non incontrò il favore del Congresso in quanto molti parlamentari anti-schiavisti temevano che il nuovo Stato (essendo al di sotto della linea del compromesso del Missouri cioè la linea di demarcazione tra stati schiavisti e stati liberi) potesse andare ad ingrossare le file degli stati schiavisti.
Il Congresso dunque non ratificò la creazione del nuovo Stato ma il governo di Tucson iniziò ad operare come governo de facto del Territorio dell'Arizona. Il governatore Owings diede incarico a James Henry Tevis di creare una milizia per la protezione del territorio dalle scorribande degli Apache e dei banditi.

### La secessione
Allo scoppio della guerra di secessione americana, nella parte meridionale del Territorio del Nuovo Messico la maggior parte della popolazione nutriva simpatie filo-sudiste. Il 16 marzo 1861 i cittadini di Mesilla, riuniti in una convenzione, chiesero di secedere dagli Stati Uniti e di confluire nella Confederazione. Si venne così a creare il Territorio Confederato dell'Arizona al cui capo venne confermato Owing. Venne inoltre eletto un delegato, Granville Henderson Oury, che avrebbe presentato domanda di ammissione del territorio nella Confederazione.

### La guerra civile
L'adesione del Territorio dell'Arizona alla causa sudista offrì ai confederati l'importante occasione di un accesso alla California, controllata dall'Unione. Nel 1862 i sudisti crearono una guarnigione a Fort Yuma, sull'altra sponda del fiume Colorado rispetto all'omonima postazione nordista.
Nell'agosto 1861 il tenente colonnello John R. Baylor, sconfitte le forze unioniste nella prima battaglia di Mesilla, proclamò l'esistenza del Territorio Confederato dell'Arizona e si nominò governatore. Il 14 febbraio 1862 il presidente confederato Jefferson Davis proclamò la creazione del nuovo Stato. Tuttavia, poche settimane dopo, a seguito di una serie di sconfitte subite dai confederati le forze dell'Unione erano a poche miglia da Mesilla e i confederati ripararono in Texas.